# Alexis Jordan (zangeres)
Alexis Lynne Jordan (Columbia (South Carolina), 7 april 1992) is een Amerikaans zangeres en actrice. Ze had in 2011 in Nederland een nummer 1-hit met Happiness.

## Biografie
Jordan schreef al op vroege leeftijd muziek en vertrok op haar elfde naar Californië. Op haar twaalfde mocht ze spelen voor Smokey Robinson, die een hommage bracht aan Stevie Wonder. In 2006 deed ze op 14-jarige leeftijd mee aan America's Got Talent, waar ze Whitney Houstons I Have Nothing zong tijdens de auditieronden. Later moest ze de wedstrijd verlaten. Om een grotere kans te maken in het muziekcircuit verhuisde ze naar Atlanta, Georgia. Desondanks verdween de zangeres naar de achtergrond, maar ze volhardde en nam filmpjes op die geplaatst werden op YouTube. Haar filmpjes bleken in de smaak te vallen bij het grotere publiek, maar ook bij het productiehuis Stargate en Jay-Z.
In september 2010 kwam haar debuutsingle Happiness uit, die goed verkocht in de Verenigde Staten en tevens haar internationale doorbraak betekende. In Australië verkocht de single meer dan 140.000 exemplaren en ook in andere landen (waaronder het Verenigd Koninkrijk, Noorwegen, België en Polen) werd het nummer een succes. In de Nederlandse Top 40 stond Happiness tien weken op de eerste plaats en werd het de grootste hit van 2011.
Het succes van haar opvolgende singles Good girl en Hush hush bleef bescheiden. Wel scoorde ze in 2011 in diverse landen nog een grote hit met Got 2 luv U, een samenwerking met Sean Paul.

## Discografie

### Albums
| Album met eventuele hitnotering(en) in de Nederlandse Album Top 100 | Datum van verschijnen | Datum van binnenkomst | Hoogste positie | Aantal weken | Opmerkingen |
| ------------------------------------------------------------------- | --------------------- | --------------------- | --------------- | ------------ | ----------- |
| Alexis Jordan                                                       | 25-02-2011            | 30-04-2011            | 21              | 23           |             |

| Album met hitnotering(en) in de Vlaamse Ultratop 200 albums | Datum van verschijnen | Datum van binnenkomst | Hoogste positie | Aantal weken | Opmerkingen |
| ----------------------------------------------------------- | --------------------- | --------------------- | --------------- | ------------ | ----------- |
| Alexis Jordan                                               | 2011                  | 13-08-2011            | 87              | 3            |             |

### Singles
| Single met eventuele hitnotering(en) in de Nederlandse Top 40 | Datum van verschijnen | Datum van binnenkomst | Hoogste positie | Aantal weken | Opmerkingen                                              |
| ------------------------------------------------------------- | --------------------- | --------------------- | --------------- | ------------ | -------------------------------------------------------- |
| Happiness                                                     | 14-06-2010            | 05-03-2011            | 1(10wk)         | 30           | Nr. 1 in de Single Top 100 / Hit van het jaar 2011       |
| Good girl                                                     | 18-02-2011            | 18-06-2011            | 25              | 7            | Nr. 53 in de Single Top 100                              |
| Got 2 luv U                                                   | 11-07-2011            | 03-09-2011            | 6               | 20           | met Sean Paul / Nr. 9 in de Single Top 100 / Alarmschijf |
| Hush hush                                                     | 29-08-2011            | 10-09-2011            | 12              | 11           | Nr. 22 in de Single Top 100 / Alarmschijf                |
| Acid rain                                                     | 2013                  | 23-02-2013            | tip7            | -            | Nr. 88 in de Single Top 100                              |

| Single met hitnotering(en) in de Vlaamse Ultratop 50 | Datum van verschijnen | Datum van binnenkomst | Hoogste positie | Aantal weken | Opmerkingen                       |
| ---------------------------------------------------- | --------------------- | --------------------- | --------------- | ------------ | --------------------------------- |
| Happiness                                            | 2010                  | 12-03-2011            | 3               | 16           | Nr. 3 in de Radio 2 Top 30 / Goud |
| Good girl                                            | 2011                  | 11-06-2011            | tip9            | -            |                                   |
| Got 2 luv U                                          | 2011                  | 27-08-2011            | 13              | 19           | met Sean Paul                     |
| Hush hush                                            | 2011                  | 17-09-2011            | tip5            | -            |                                   |
| Acid rain                                            | 2013                  | 02-03-2013            | tip5            | -            |                                   |

### NPO Radio 2 Top 2000
| Nummer met noteringen in de NPO Radio 2 Top 2000 | '11 | '12 | '13  |
| ------------------------------------------------ | --- | --- | ---- |
| Happiness                                        | 715 | 856 | 1508 |

1. ↑  Een vetgedrukt getal geeft de hoogste notering aan.
2. ↑  2011 was het eerste jaar met een notering voor dit nummer.
3. ↑  Deze tabel is bijgewerkt tot en met de laatste editie (2024).

## Videografie

### Videoclips
| Jaar | Titel     | Album         | Regisseur    |
| ---- | --------- | ------------- | ------------ |
| 2010 | Happiness | Alexis Jordan | Aggressive   |
| 2011 | Good girl | Alexis Jordan | Erik White   |
| 2011 | Hush hush | Alexis Jordan | Clifton Bell |

### Films
- 2011: Justice (een korte film waarin ze superheld Swift Justice speelde)
- 2011: Honey 2 (het vervolg op de dansfilm Honey waarin ze verschijnt als zichzelf)